# Hrabě Drákula
Hrabě Drákula (v anglickém originále Count Dracula) patří k nejznámějším figurám světové populární kultury. Postava se prvně objevila v románu Drákula autora Brama Stokera v roce 1897. 
Stoker využil k sestrojení své postavy lidové pověsti o upírech a vlkodlacích a přidal některé biografické rysy valašského knížete Vlada III. Napichovače a vizuální rysy známého britského herce viktoriánské éry Henryho Irvinga. Později postava začala žít vlastním životem, přeformátovala archetyp upíra v západní kultuře, byl pozměňován její charakter i byla široce parodována. Stala se dokonce nejvyužívanější literární postavou ve filmu (obzvláště v žánru filmového hororu) a je takto zapsána i v Guinnessově knize rekordů.
K prvním hercům, který ji ztvárnil na plátně, patřil Max Schreck, ve filmu Upír Nosferatu z roku 1922 (v něm nebyla ovšem postava nazvána Drákula, aby se režisér Friedrich Wilhelm Murnau vyhnul licenčním poplatkům dědicům Brama Stokera, což pak vedlo k soudnímu sporu). K nejslavnějším patřila kreace Bély Lugosiho. Jeho upír z filmu Dracula z roku 1931 byl v roce 2003 vyhlášen Americkým filmovým institutem 33. nejlepším filmovým zloduchem všech dob. K dalším známým filmovým zpracováním patří to z roku 1958, kde hraběte ztvárnil Christopher Lee, remake snímku Upír Nosferatu z dílny Wernera Herzoga z roku 1979 s Klausem Kinskim v hlavní roli, verze s Gary Oldmanem z roku 1992 (Bram Stoker's Dracula) nebo film Van Helsing (2004), kde hraběte hraje australský herec Richard Roxburgh. K nejznámějším parodiím patří Drákuloviny (1995) s Leslie Nielsenem v roli upíra. 
Postava se, zvláště po vypršení autorských práv na Stokerovu knihu, objevila i v řadě animovaných filmů, poprvé v roce 1967 ve filmu Mad Monster Party?, v roce 1988 ve snímcích Scooby-Doo and the Ghoul School a Scooby-Doo! and the Reluctant Werewolf, v roce 1995 vznikl The Batman vs. Dracula, roku 2012 animovaný film Hotel Transylvania, kde Drákulu namlouvá Adam Sandler atp. K animovaným parodiím patří britský seriál Hrabě Káčula (Count Duckula). 
V Česku vznikl v roce 1970 televizní film Hrabě Drákula a v roce 1995 muzikál Karla Svobody Dracula, který zahájil éru popularity původních českých muzikálů. Existují ale i jiná muzikálová zpracování drákulovského tématu, například Dracula, the Musical, s hudbou Franka Wildhorna, z roku 2004.